# Стойкенешть (Вилча)
Стойкенешть, Стойкенешті (рум. Stoicănești) — село у повіті Вилча в Румунії. Входить до складу комуни Олану.
Село розташоване на відстані 151 км на захід від Бухареста, 25 км на південь від Римніку-Вилчі, 72 км на північний схід від Крайови, 134 км на південний захід від Брашова.

## Населення
За даними перепису населення 2002 року у селі проживали 358 осіб, з них 357 осіб (99,7%) румунів. Рідною мовою 357 осіб (99,7%) назвали румунську.